# Perilitus eugenii
Perilitus eugenii är en stekelart som beskrevs av Haeselbarth 1999. Perilitus eugenii ingår i släktet Perilitus och familjen bracksteklar. Inga underarter finns listade i Catalogue of Life.